# Heteropogon flavobarbatus
Heteropogon flavobarbatus là một loài ruồi trong họ Asilidae. Heteropogon flavobarbatus được Becker miêu tả năm 1907. Loài này phân bố ở vùng Cổ Bắc giới.